# Aloe humilis
Aloe humilis es una especie de planta suculenta  perteneciente a la familia del aloe.

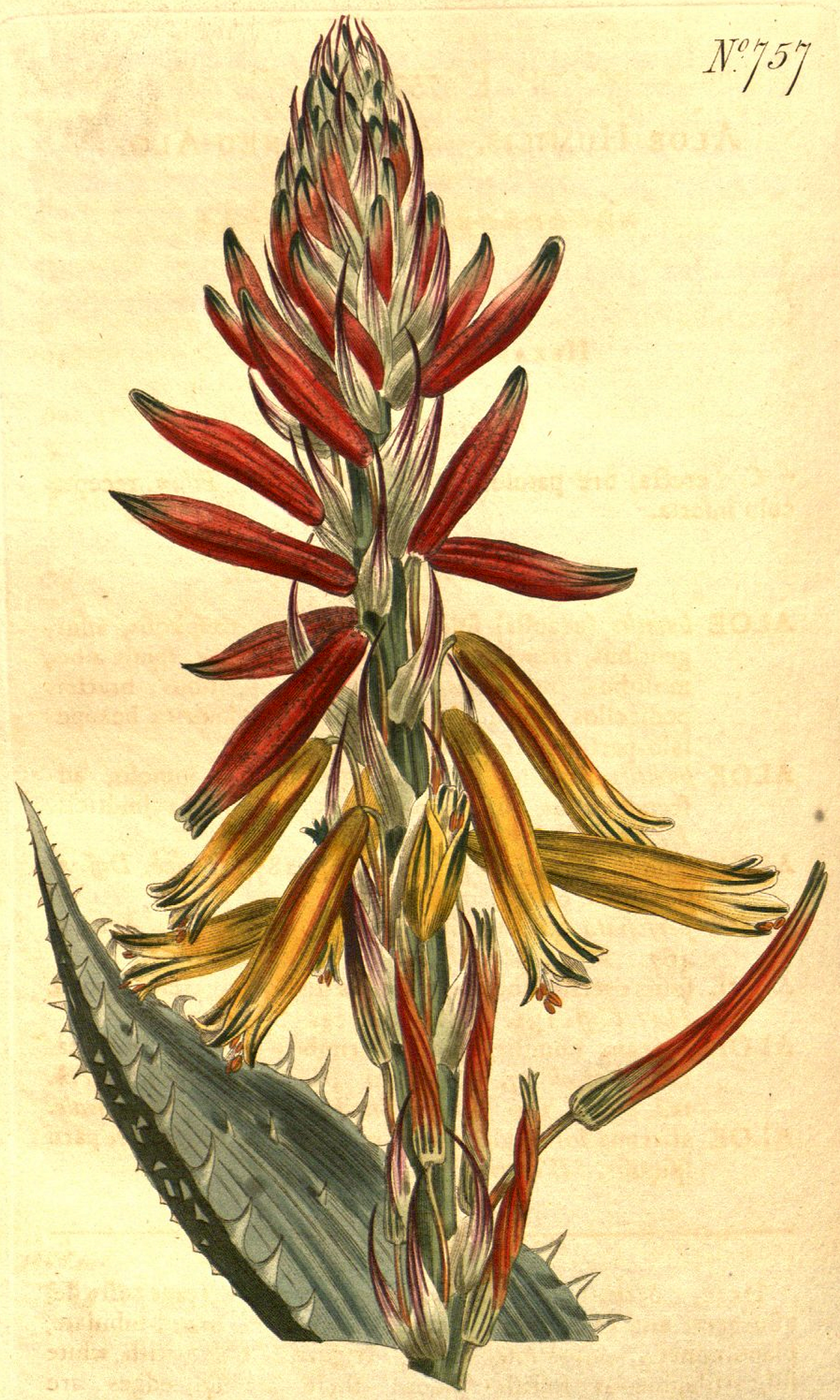
Ilustración

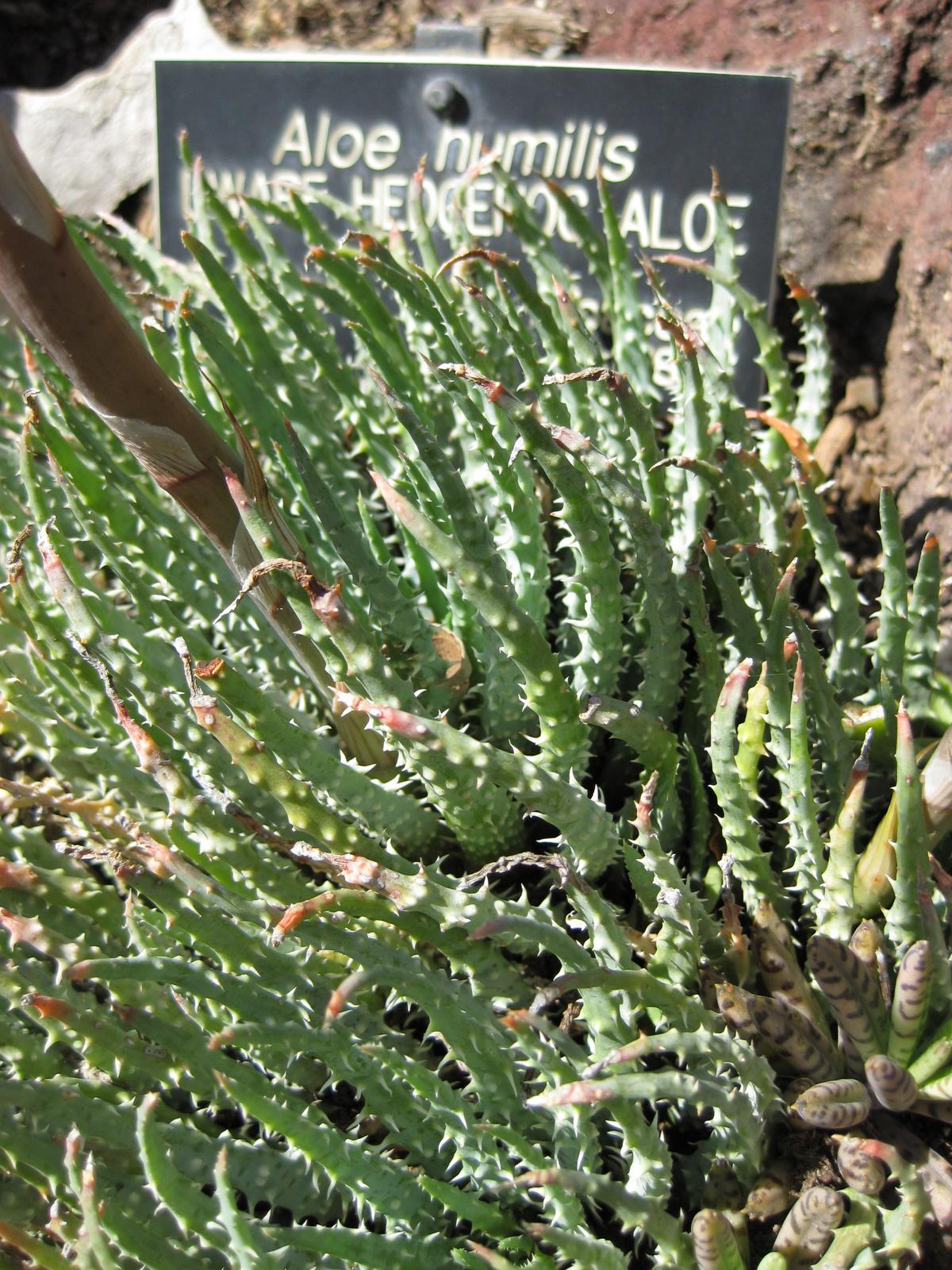
Vista de la planta

## Descripción
Es una planta suculenta con las hojas agrupadas en una roseta basal. Las hojas son carnosas, triangulares, largas y estrechas de 10 cm de longitud y 1.5 cm de ancho, son de color verde y los márgenes con dientes blandos de color blanco. Las inflorescencias se encuentran en un tallo erecto que alcanza los 35 cm de altura, en racimos que tienen 20 o más flores de color rojo, amarillo o naranja, midiendo cada una 4 cm de longitud.
Aloe humilis es similar al Aloe longistyla y puede ser fácilmente confundido cuando no está en flor. Aloe humilis puede distinguirse de Aloe longistyla por su menor roseta.
Aloe humilis es una especie variable y esta variación se debe a las diversas condiciones de cultivo de su zona de distribución.

## Hábitat
Es endémica de Sudáfrica donde crece en lugares secos y roquedales. Encontrado en las zonas áridas de Mosselbay en el este a través del Little Karoo a Grahamstown, en el oeste y el norte de Somerset Oriente y de Graaf Reinett.

## Taxonomía
Aloe humilis fue descrita por Linneo Mill. y publicado en Gard. Dict. Abr., ed. 6 n. 10. 1771.
Etimología
Aloe: nombre genérico de origen muy incierto: podría ser derivado del griego άλς, άλός (als, alós), "sal" - dando άλόη, ης, ή (aloé, oés) que designaba tanto la planta como su jugo - debido a su sabor, que recuerda el agua del mar. De allí pasó al Latín ălŏē, ēs con la misma aceptación, y que, en sentido figurado, significaba también "amargo". Se ha propuesto también un origen árabe, alloeh, que significa "la sustancia amarga brillante"; pero es más probablemente de origen complejo a través del hébreo: ahal (אהל), frecuentemente citado en textos bíblicos.
humilis: epíteto latino que significa "de pequeño tamaño".
Sinonimia
- Aloe subtuberculata
- Aloe echinata
- Aloe suberecta
- Catevala humilis
- Aloe tuberculata
- Aloe incurva
- Aloe acuminata
- Aloe acuminata var. major
- Aloe peroliata var.humilis[7]